# Eldis Bajrami
Eldis Bajrami (Vienna, 12 dicembre 1992) è un calciatore austriaco, di origini macedoni, centrocampista del Marchfeld Donauauen.

## Caratteristiche tecniche
È un esterno destro.

## Carriera
Cresciuto nelle giovanili del Rapid Vienna, ha esordito in prima squadra il 26 maggio 2013 in occasione del match vinto 3-0 contro il Ried.